# L'accademia del bene e del male (film)
L'accademia del bene e del male (The School for Good and Evil) è un film del 2022, diretto da Paul Feig, basato sull'omonimo romanzo di Soman Chainani.
Il Time ha inserito L'accademia del bene e del male nella lista dei più attesi del 2022, mentre Empire lo ha definito uno dei migliori film in uscita nel 2022.

## Trama
Molto tempo fa, i fratelli gemelli Rhian e Rafal fondarono l'Accademia del Bene e del Male, creata per forgiare gli eroi (chiamati "Sempre") e i cattivi (chiamati "Mai") delle fiabe. I due hanno anche il compito di custodire il Narrastorie, un libro magico in cui vengono trascritte tutte le storie del mondo e che fornisce ai due giovinezza e immortalità. Un giorno Rafal, insoddisfatto di condividere il potere col fratello, attacca Rhian, usando la proibita Magia del Sangue.
Secoli dopo, nel villaggio di Gavaldon vivono due ragazze emarginate, Sophie e Agatha, molto diverse sotto ogni aspetto, ma amiche inseparabili ed entrambe accanite lettrici. Sophie è una ragazza molto femminile che ama le fiabe e sogna di diventare una principessa; Agatha al contrario è scontrosa, si veste da uomo e viene considerata da tutti una strega. Un giorno Sophie, venuta a sapere della scuola magica, stanca della sua vita, decide di scappare da Gavaldon. Agatha cerca di fermarla, ma entrambe vengono rapite da un mostruoso corvo gigante e portate all'Accademia del Bene e del Male, ora gestita dal solo Rhian, nel ruolo di Gran Maestro, in seguito alla morte di Rafal. Contro ogni previsione, Agatha viene lasciata nella Scuola del Bene e Sophie nella Scuola del Male.
Le due ragazze si sentono ovviamente fuori posto e sostengono che ci sia stato un errore. Sophie vorrebbe frequentare la Scuola del Bene, mentre Agatha vorrebbe solo tornare a casa. Tuttavia il Gran Maestro Rhian le informa che il solo modo per cambiare le cose è che Sophie riceva il bacio del vero amore da uno studente della Scuola del Bene. Agatha decide dunque di cercare un possibile pretendente per Sophie, la quale è attratta da Tedros, il principe più popolare della scuola e figlio di Re Artù.
Nella Scuola del Bene, Agatha subisce bullismo dalle aspiranti principesse delle fiabe che la frequentano e scopre che, mentre i ragazzi vengono educati ad essere guerrieri, le ragazze seguono lezioni volte a null'altro che renderle belle e attraenti per i principi. Inoltre, se si fallisce ai test per tre volte, si viene trasformati permanentemente in oggetti o animali. Agatha si convince che nella Scuola del Bene non ci sia nulla di realmente buono. Tuttavia la preside della scuola, la professoressa Dovey, si accorge dell'autentico altruismo che alberga in Agatha e le dice che è molto più adatta ad essere una Sempre di ogni altro suo compagno.
Nel frattempo l'essere sotto pressione e le situazioni di pericolo fanno emergere i poteri da cattiva di Sophie, cosa che attira l'attenzione dello spirito di Rafal. La preside della Scuola del Male, lady Lesso, intende permettere a Rafal di servirsi di Sophie, convinta che ciò porterà a un vantaggio della sua scuola, dopo due secoli di trionfi del Bene. Di fronte alle resistenze di Sophie, lady Lesso taglia i capelli della ragazza, nella speranza che smetta di aspirare ad essere una principessa. Stufa dei soprusi, Sophie decide di conquistare Tedros abbellendosi il più possibile, contrariamente ai dettami della Scuola del Male, in cui si predica la bruttezza. Il giorno in cui agli studenti viene conferito il potere della magia attraverso il rito del Dito Luminoso, Sophie si presenta completamente cambiata e sicura di sé e diventa popolare tra i Mai. Tuttavia Agatha convince Sophie che non basterà la bellezza per conquistare il principe, ma dovrà dimostrargli che è realmente buona.
Grazie all'aiuto di Agatha, Tedros resta così colpito da Sophie che decide di invitarla al Ballo dei Buoni e questa sua azione fa piombare la scuola nel caos. Gli insegnanti vorrebbero dividerli, ma Agatha sostiene che il "vero amore" non si può separare. Il Gran Maestro indice dunque la Sfida delle Fiabe: al tramonto Sophie e Tedros dovranno attraversare il Bosco Azzurro dalle due estremità opposte e ricongiungersi prima dell'alba, sopravvivendo ad ogni pericolo che incontreranno senza ricevere alcun tipo d'aiuto. Agatha, preoccupata, entra di nascosto nella foresta e salva Tedros dall'attacco di un mostro, mentre Sophie non ha il coraggio di intervenire. Sentendosi tradito, Tedros abbandona la sfida. Sophie si infuria con Agatha, pensando che l'amica abbia cercato di sabotarla.
Sophie viene visitata da Rafal che la convince della disonestà di Agatha e fa cadere la ragazza sotto la sua influenza, donandole la Magia del Sangue. La ragazza neutralizza l'intero corpo docente, trasformando gli insegnanti in bambole. Poi si presenta al Ballo dei Buoni, con le fattezze di una vecchia strega. Dopo essere stata rifiutata da Tedros, il quale è ora innamorato di Agatha, Sophie fa mostra dei suoi nuovi poteri.
Allarmato, Tedros raduna i principi della scuola per attaccare i Mai. Agatha cerca di impedire lo scontro, ma le sue parole non convincono né Tedros né Sophie, e tra le due fazioni inizia una violenta battaglia, durante la quale i Mai e i Sempre si scambiano magicamente i ruoli di Eroi e Cattivi, poiché hanno infranto la regola secondo la quale "Il Bene difende, il Male attacca". Dopo aver messo fuori gioco la sua ex-amica, Sophie vola fino alla torre del Gran Maestro. Qui vi trova Rafal che per tutto il tempo si è finto suo fratello con lo scopo di trovare il suo "vero amore", e che rivela di essere il responsabile dell'ammissione di Sophie all'accademia. Rafal le racconta che lo scontro avuto con Rhian secoli prima si concluse con la morte di quest'ultimo, di cui Rafal prese il posto. Sotto la sua influenza, il Bene, pur prevalendo sul Male per due secoli, diventò superficiale, vanitoso e crudele, da cui le attuali condizioni in cui riversa la Scuola del Bene.
Rafal ottiene da Sophie il Bacio del Male, facendo di lei la sua sposa, e in quel momento entrambe le scuole iniziano a crollare, dando inizio al Mai più Fine. Sophie si pente di quello che ha fatto e Rafal è convinto di aver vinto. Agatha arriva per combattere Rafal ed egli cerca di ucciderla, trafiggendola con la penna del Narrastorie. Sophie le fa da scudo con il suo corpo, azione che inverte l'incantesimo oscuro e salva l'accademia dalla distruzione. Rafal è tuttavia ancora potente e nemmeno l'attacco a sorpresa di Tedros lo ferma. Sophie, ormai morente, usa la magia per passare la spada di Tedros ad Agatha, la quale affronta e uccide Rafal. Sophie spira tra le braccia di Agatha, ma non prima di averle detto che le vuole bene. Disperata per la sua morte, Agatha le dà un bacio e sorprendentemente questo la riporta in vita, dimostrando che il vero amore che Sophie cercava era quello che le due provavano l'una per l'altra come amiche.
Gli studenti di entrambe le scuole mettono da parte le ostilità e stringono amicizia, mentre gli insegnanti riacquistano forma umana. Sophie decide di tornare a Gavaldon, e Agatha, pur scoprendosi innamorata di Tedros, decide di seguirla. L'esperienza alla scuola le ha entrambe cambiate e, ancora in possesso dei loro poteri, riescono a tener testa ai compaesani che ancora le maltrattano. Nel frattempo una freccia e un coltello attraversano il portale che collega i due mondi, e la voce di Tedros supplica l'aiuto di Agatha, facendo intendere che le due potrebbero tornare all'accademia.

## Produzione

### Sviluppo
Nel 2013, la Universal Pictures ha acquisito i diritti del romanzo L'accademia del bene e del male di Soman Chainani, dopo che diverse case di produzione avevano preso in considerazione l'idea di realizzare un adattamento cinematografico.
Nel 2017, dopo che la pellicola era rimasta bloccata nel Development hell, Netflix ha acquistato i diritti, cambiando l'intero team creativo. Nel 2020 Paul Feig è stato scelto come regista.

### Cast
Il 19 febbraio 2021, Charlize Theron e Kerry Washington sono entrate a far parte del cast, così come Laurence Fishburne e Michelle Yeoh il mese successivo.

### Riprese
Il film è stato girato a Belfast, in Irlanda del Nord, nel 2021.

### Effetti speciali
Gli effetti speciali della pellicola sono stati forniti da Double Negative e Framestore.

## Promozione
Il poster è stato pubblicato il 6 giugno 2022, mentre il teaser trailer il giorno successivo.

## Distribuzione
Il film è stato distribuito su Netflix il 19 ottobre 2022.